# Балабанов, Анатолий Иванович
Анатолий Иванович Балабанов (1912—1980) — подполковник Советской Армии, участник Великой Отечественной войны, Герой Советского Союза (1945).

## Биография
Анатолий Балабанов родился 1 января 1912 года в Санкт-Петербурге в рабочей семье. Окончил среднюю школу, а затем фабрично-заводское ученичество, после чего работал инструктором производственного обучения при детской комиссии Барнаула. В 1935 году был призван на службу в Рабоче-крестьянскую Красную Армию. В 1936 году окончил Качинскую военную авиационную школу пилотов, в 1941 году — курсы командиров авиационных звеньев. С июня 1941 года — на фронтах Великой Отечественной войны. В 1943 году вступил в ВКП(б).
К апрелю 1945 года гвардии майор Анатолий Балабанов командовал эскадрильей 135-го гвардейского бомбардировочного авиаполка 6-й гвардейской бомбардировочной авиадивизии 1-й воздушной армии 3-го Белорусского фронта. За время войны совершил 322 боевых вылета, из них 147 — на воздушную разведку и 175 — на бомбардировку вражеской обороны.
Указом Президиума Верховного Совета СССР от 29 июня 1945 года гвардии майор Анатолий Балабанов был удостоен высокого звания Героя Советского Союза с вручением ордена Ленина и медали «Золотая Звезда».
После окончания войны Балабанов продолжил службу в Советской Армии. В 1951 году окончил Высшие офицерские лётно-тактические курсы усовершенствования. В 1954 году в звании подполковника Балабанов был уволен в запас. Проживал в Брянске. Умер 25 мая 1980 года.
Был также награждён двумя орденами Красного Знамени, орденами Суворова 3-й степени, Александра Невского и Отечественной войны 2-й степени, двумя орденами Красной Звезды, а также рядом медалей.